# For Joy van't Zorgvliet
For Joy van't Zorgvliet (né le 20 mars 2005) est un cheval hongre bai du stud-book BWP, monté en saut d'obstacles par Kevin Staut. C'est un fils de For Pleasure et d'une mère par Heartbreaker.

## Histoire
Il naît le 20 mars 2005 à l'élevage d'André Brackevelt, à Ruddervoorde en Belgique. Il est admis à la reproduction en sBs à l'âge de 3 ans, mais est par la suite castré. Il débute avec Terry Hoeckmann, puis rejoint les écuries Stephex, où il est finaliste du championnat du monde des jeunes chevaux d'obstacles à 6 et 7 ans, à Lanaken. Stephan Conter le confie au cavalier français Kevin Staut, il réalise toute sa carrière sportive avec ce cavalier. Il est acquis par le haras des Coudrettes en novembre 2012,.
Il est arrêté durant plusieurs semaines après le Jumping international de Bordeaux, retrouvant la haute compétition, très en forme, fin avril 2019.

## Description
For Joy van't Zorgvliet est un hongre de robe baie, inscrit au stud-book du BWP. Il mesure 1,65 m. Il a l'habitude de décocher des ruades durant ses parcours d'obstacles.

## Palmarès

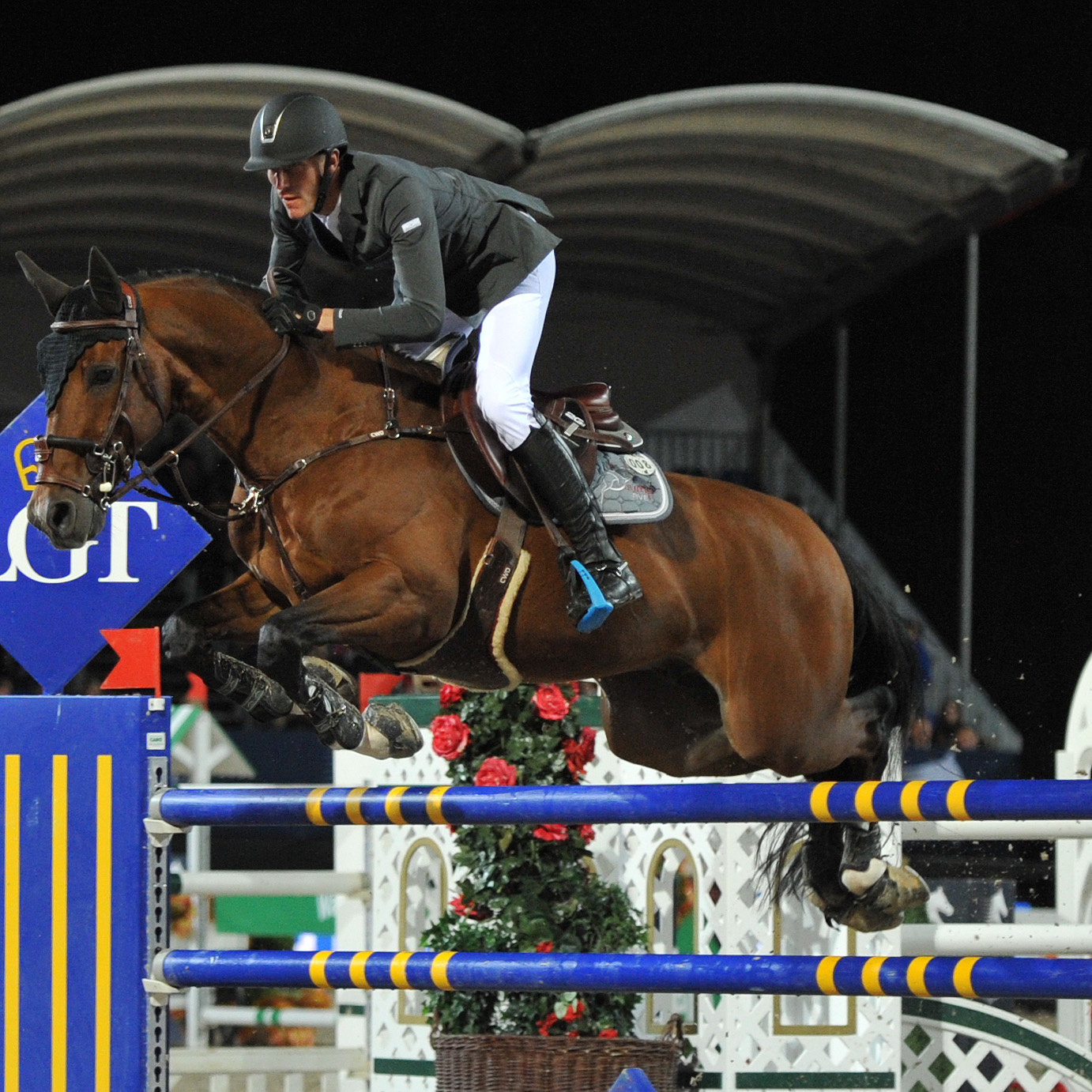
For Joy van't Zorgvliet monté par Kevin Staut durant l'étape Global Champions Tour de Vienne.

Il atteint un indice de saut d'obstacles (ISO) de 169.
Il participe à la finale de la Coupe du monde de saut d'obstacles 2015-2016, terminant à la 17e place en individuel. 
- 10 août 2019 : 3e du Grand Prix du CSI5* Global Champions Tour de Valkenswaard, à 1,60 m[1].

## Origines
For Joy van't Zorgvliet est un fils de l'étalon Hanovrien For Pleasure et de la jument BWP Contesse van't Zorgvliet, par Heartbreaker.